# 1997 AP14
1997 AP14 är en asteroid i huvudbältet som upptäcktes den 10 januari 1997 av den japanska astronomen Takao Kobayashi vid Ōizumi-observatoriet.
Asteroiden har en diameter på ungefär 7 kilometer.